# Bowman (Georgia)
Bowman es una localidad situada en el estado de Georgia, en Estados Unidos. Pertenece al condado de Elbert. En el año 2000 tenía 898 habitantes en una superficie de 6.7 km², con una densidad poblacional de 136.1 personas por km².

## Geografía
Bowman se encuentra ubicada en las coordenadas 34°12′15″N 83°1′37″O / 34.20417, -83.02694. Según la oficina del censo, la ciudad tiene un área total de 6.7 km² (2.6 sq mi), de la cual toda es tierra.

## Demografía
En el 2000 la renta per cápita promedia del hogar era de $24.083 y el ingreso medio para una familia era de $33.542. El ingreso per cápita para la localidad era de $14.584. En 2000 los hombres tenían un ingreso per cápita de $30.714 contra $23.750 para las mujeres. Alrededor del 24.2% de la población estaba bajo el umbral de pobreza nacional.